# Sylwester Grajewski
Sylwester Marek Grajewski – polski leśnik, doktor habilitowany nauk rolniczych, adiunkt na Uniwersytecie Przyrodniczym w Poznaniu, specjalista od hydrologii leśnej, inżynierii leśnej, inżynierii i ochrony środowiska oraz ochrony przeciwpożarowej lasów.

## Kariera naukowa
W 1996 roku na Uniwersytecie Przyrodniczym w Poznaniu uzyskał tytuł magistra inżyniera. W tym samym roku został zatrudniony na tejże uczelni, a w 2004 roku na jej Wydziale Leśnym uzyskał stopień doktora nauk rolniczych w zakresie leśnictwa na podstawie rozprawy pt. Ocena zdolności retencyjnych siedlisk leśnych Parku Krajobrazowego Puszcza Zielonka, której promotorem był Antoni Miler. W 2019 roku ta sama uczelnia nadała mu stopień doktora habilitowanego nauk rolniczych w dyscyplinie nauk leśnych na podstawie pracy pt. Funkcjonalność leśnych dojazdów pożarowych względem wymogów współczesnych pojazdów ratowniczo-gaśniczych oraz aktualnie stosowanych taktyk i technologii gaszenia pożarów lasów. 